# 米塔氏伊都毛鼻鯰
米塔氏伊都毛鼻鯰，為輻鰭魚綱鯰形目毛鼻鯰科的其中一種。分布於南美洲哥倫比亞淡水流域，體長可達7.8公分。

## 扩展阅读
維基物種上的相關：米塔氏伊都毛鼻鯰